# فهد حمود
فهد حمود الرشيدي، (مواليد 1990) لاعب كرة قدم كويتي، يلعب مع نادي الكويت ومنتخب الكويت لكرة القدم.
يلعب مع نادي الكويت، وفي يوم 24 نوفمبر 2008 تعرض للطرد في مباراة فريقه أمام نادي القادسية الكويتي في الدوري الكويتي 2008/2009.
في يوم 2 ديسمبر 2008 أختاره مدرب منتخب الكويت لكرة القدم محمد إبراهيم ضمن التشكيلة الأولية للمنتخب المشارك في كأس الخليج 2009.